# Parque da Gare
O Parque da Gare é um parque público inaugurado na década de 1980 em Passo Fundo, no Rio Grande do Sul, no local da antiga estação férrea da cidade.

## História
O prédio começou a ser construído no final do século XIX e inaugurado em 31 de janeiro de 1898, na Linha Santa Maria-Marcelino Ramos.Aos poucos foi se alongando com a construção das máquinas, oficinas, salas e telégrafos, sendo concluído em 1920. Espaço considerado de maior relevância dentre o patrimônio histórico de Passo Fundo, a estação ferroviária foi apelidada pelo termo francês Gare, que significa estação de estrada de ferro. Após a remodelação das linhas férreas e a retirada dos trilhos do centro de Passo Fundo, foi transformado em parque na década de 1980.
No dia 22 de junho de 2016 foi entregue uma obra de revitalização do Parque da Gare. Com investimento superior a R$ 9 milhões, entre recursos do BID, recursos próprios e uma emenda do então deputado Beto Albuquerque, o novo Parque da Gare contempla um prédio para a Feira do Produtor, uma pista de skate, uma quadra poliesportiva, uma lanchonete, o anfiteatro, a revitalização do prédio histórico, do Lago da Gare e a preservação das áreas verdes, e o Prisma: Estação Cultural da Gare.

## Galeria

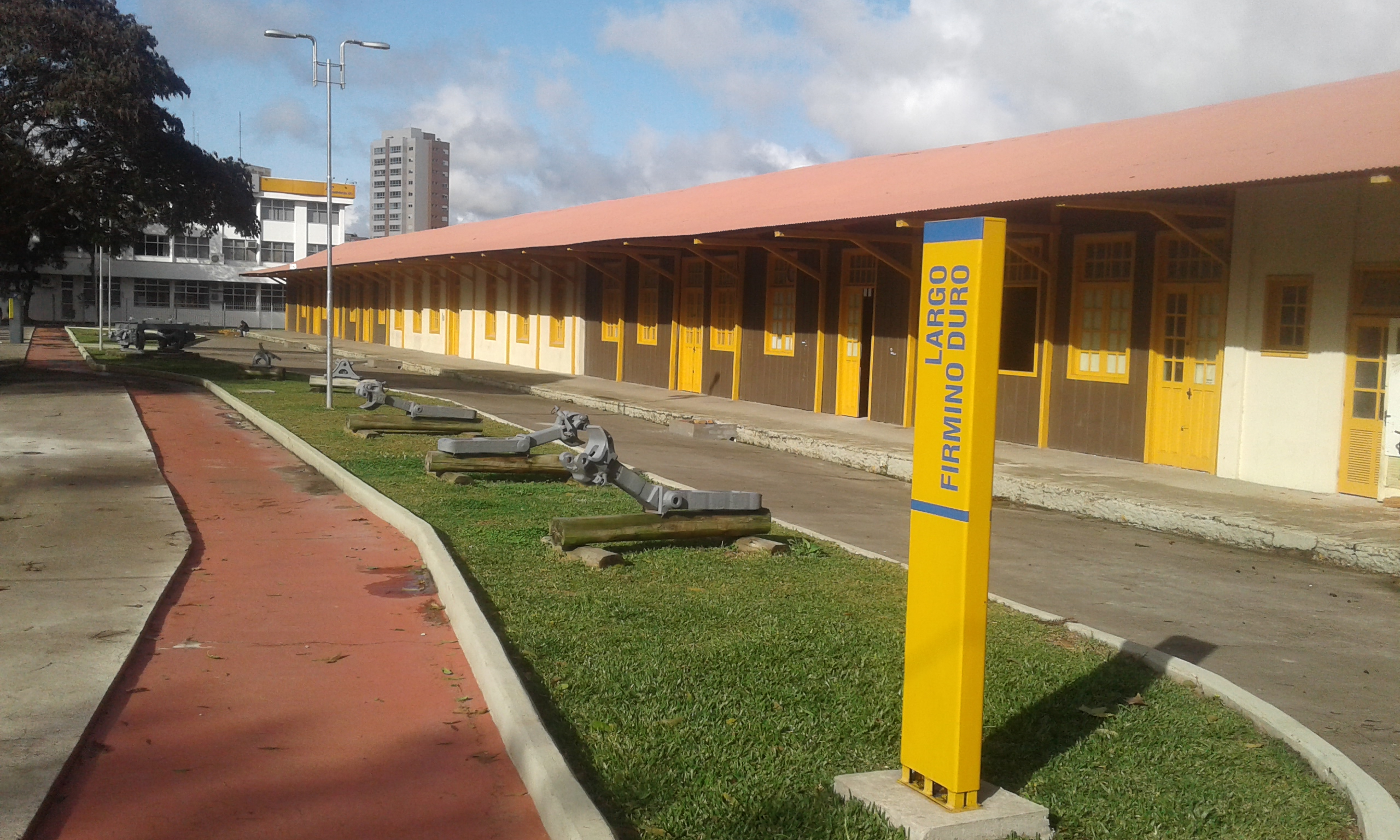
Estação Férrea da Gare
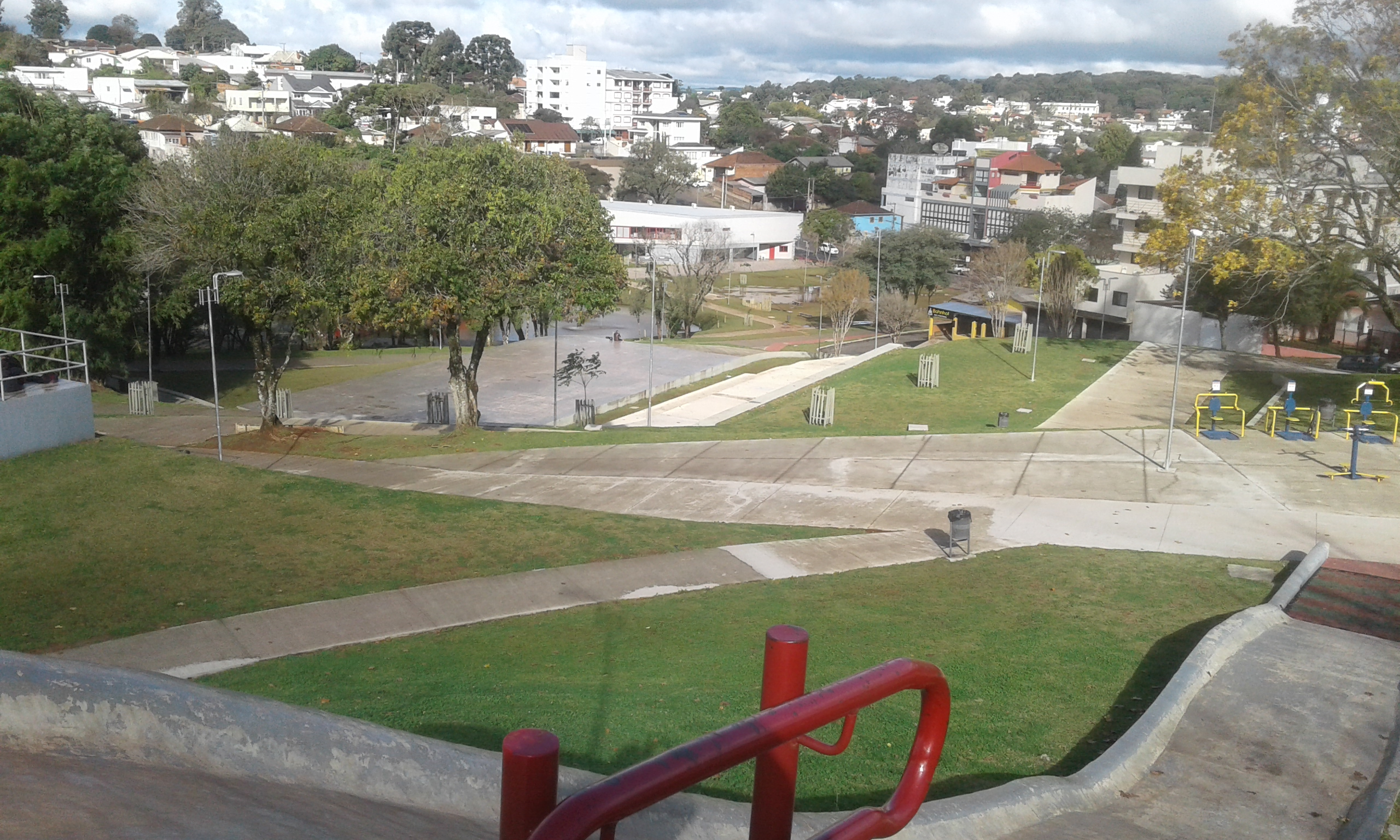
Vista do Parque da Gare